# ديفيد فلين
ديفيد فلين (بالإنجليزية: David Flynn)‏ (21 مارس 1989 في الولايات المتحدة - ) هو لاعب كرة قدم أمريكي في مركز حراسة المرمى. لعب مع بيتسبورغ ريفرهوندز ونادي بان.

## وصلات خارجية
- ديفيد فلين على موقع قاعدة بيانات كرة القدم.إي يو (الإنجليزية)
- ديفيد فلين على موقع Soccerway.com (الإنجليزية)